# سولدرب (بيدفوردشير)
سولدرب (بالإنجليزية: Souldrop)‏ هي قرية تقع في المملكة المتحدة في شرق انجلترا.